# Literatura na Świecie
Literatura na Świecie («Литература в мире») — польский ежемесячный журнал мировой литературы, один из важнейших органов польской литературной культуры нескольких десятилетий. Издаётся под патронажем Министерства культуры, до марта 2010 года — Национальной библиотекой в Варшаве, затем — Институтом книги в Кракове.

## История
Выходит с 1971 года. Главными редакторами в 1971—1993 были литературные критики, переводчики Вацлав Кубацкий и Вацлав Садковский. В настоящее время журналом руководит поэт и переводчик англоязычной поэзии Пётр Зоммер. В редакции, среди многих других крупных писателей и переводчиков, работали Л.Энгелькинг, А.Сосновский. К настоящему времени (середина 2013) издан 501 номер журнала.

## Издательские принципы
Как правило, каждый номер — тематический и посвящён либо той или иной национальной литературе (шведской, магрибской, бельгийской и др.), либо какому-то значимому литературному и, шире, культурному явлению (литература Холокоста, Нью-Йоркская поэтическая школа) или отдельному автору (например, Джойсу, Набокову, Мишелю Лейрису, Вальтеру Беньямину, Карло Эмилио Гадде, Фернандо Пессоа). Многие материалы на журнальных страницах обращены к теории и практике перевода.

## Другая деятельность
Журнал присуждает литературные премии в нескольких номинациях.